# IC 3292
IC 3292 је лентикуларна галаксија у сазвјежђу Береникина коса која се налази на листи објеката дубоког неба у Индекс каталогу.
Деклинација објекта је + 18° 11' 44" а ректасцензија 12h 24m 48,3s. Привидна величина (магнитуда) објекта IC 3292 износи 14,8 а фотографска магнитуда 15,7. IC 3292 је још познат и под ознакама CGCG 99-39, VCC 751, NPM1G +18.0327, PGC 40425.